# اقتصاد غارتی
اقتصاد غارتی یک منطق اقتصادی در ایران است. منطق نهادهای اقتصادی فرادولتی در ایران مبتنی بر غارت است.
در نوع نظام اقتصادی در ایران اختلاف نظر وجود دارد. برخی معتقدند این اقتصاد در چارچوب مفاهیمی مثل مارکسیسم، لیبرالیسم و امثالهم نمی‌گنجد. برخی از اقتصاددانان «غارت» را به عنوان یک ویژگی در اقتصاد ایران در سال‌های پس از دهه ۱۳۶۰ بررسی کرده‌اند.

## پیشینه
پس از انقلاب ۵۷، اموال ۵۳ صنعتگر و بانکدار ایرانی که در دورهٔ شاه نوعی الیگارشی را در اقتصاد ایران شکل داده بودند، مصادره شد و تحت کنترل روحانیت حاکم قرار گرفت. این اموال به بنیادها سپرده شدند که دستگاهی مستقل و زیرنظر شخص ولی فقیه هستند. این نهادها به دولت‌ها پاسخگو نیستند، از نظر نحوهٔ مدیریت و حقوق مدیران و انتخاب آن‌ها با دولت‌ها همکاری نمی‌کنند و این وضعیت، فرایند بودجه و برنامه‌ریزی اقتصادی را دچار اختلال می‌کند. در ابتدا دو نهاد در این زمینه نقش پررنگی ایفا می‌کردند: نخست بنیاد مستضعفان و دوم تولیت آستان قدس رضوی؛ امّا به‌تدریج نهادهای دیگری هم به آن‌ها افزوده شدند. کمیته‌های دیگری نیز بودند که باید به مستضعفان و مستمندان رسیدگی می‌کردند. عملکرد این نهادها با ایجاد سازمان اقتصادی وابسته به سپاه، بنیاد تعاون سپاه و قرارگاه خاتم‌الانبیاء گسترش یافت. برای مثال، این نهادها توانستند ادارهٔ خدمات بازنشستگی اعضای سپاه یا ارائهٔ خدمات اجتماعی به خانوادهٔ شهدا را برعهده گیرند و یک نظام خدمات اجتماعی دیگر به‌وجود آمد؛ نظام دولتی که بیمه‌ها و تأمین اجتماعی را شامل می‌شود و نظام موازی‌ای که حول این نهادها شکل گرفت. پس از جنگ، بسیاری از ماتَرَک افرادی که از مناطق جنگ‌زده به شهرستان‌ها یا خارج از کشور رفتند، رها شد. اموال بسیاری از اقلیت‌ها همچون بهائیان نیز تحت همین عنوان مصادره شد. خمینی در سال‌های پایانی عمر خود، دستوری برای تشکیل ستادهای هیئت اجرایی امام صادر کرد. نقش هیئت‌های اجرایی این بود که این اموال را تحت نظارت ولی فقیه درآورند و کنترل کنند. این روند قرار بود در ابتدا بیش از دو ماه طول نکشد و افراد معدودی برای آن انتخاب شدند، امّا به مرور زمان این ستادها بسیار بزرگ شدند و تا امروز نیز وجود دارند. به این ترتیب، دومین دور مصادره‌ها نیز انجام شد. این نهادهای فرادولتی از قانون به‌طور کامل تبعیت نمی‌کنند. در واقع، آن‌ها نهادهایی شترمرغی‌اند؛ به این معنا که خصوصی نیستند؛ زیرا مدعی‌اند کار خیریه، عام‌المنفعه و مبتنی بر قسط اسلامی می‌کنند، دولتی هم نیستند؛ زیرا از نظارت دولت و مجلس خارج‌اند و به شخص ولی فقیه پاسخ می‌دهند، مذهبی هم نیستند؛ زیرا از روحانیت و مراجع مذهبی نیز تبعیت نمی‌کنند. آن‌ها بخش خصوصی را از این زاویه دچار اخلال می‌کنند که بنگاه‌های زیر نظارت‌شان از قوانین بخش خصوصی که مبتنی است بر سود (و نه داشتن یارانه یا ارز ترجیحی) تبعیت نمی‌کنند. اساس این دستگاه‌های فرادولتی این است که زیرمجموعه‌هایشان از تمام مزایای مرتبط با معافیت مالیاتی برخوردارند؛ از امتیازات ویژهٔ گمرکی در ورود اجناس برخوردارند؛ از اعتبارات ویژهٔ بانکی برخوردارند؛ از ارز ترجیحی دولتی استفاده می‌کنند و نیز در زمینهٔ زمین، شانس استفاده از زمین‌های رایگان را دارند. شفافیتی در کار نیست که بتوان نشان داد برای نمونه چند شرکت زیرنظر بنیاد فعالیت می‌کند؛ سود و زیان این شرکت‌ها به چه شکل است یا بیلان کاری آن‌ها چگونه است. بسیاری از این شرکت‌ها زیان‌ده هستند؛ امّا حفظ می‌شوند، چون می‌توانند عاملی باشند برای بهره‌مندی از زمین رایگان، اعتبارات بانکی، ارز ترجیحی یا عاملی باشند برای استخدام؛ مثلاً استخدام سپاهیانی که به سن بازنشستگی رسیده‌اند. این نظام‌های موازی در واقع وسایل تجدید تولید اقتدار و نیز ابزاری برای رقابت بین جناحی‌اند. آن‌ها از یک سو به سودبخش خصوصی نیستند و از سوی دیگر، به سودبخش دولتی نیز نیستند؛ چون اساساً بر مبنای مفهوم امت شکل گرفته‌اند و نه شهروند، خدمات اجتماعی به‌شمار نمی‌آیند و بدین ترتیب مانع کار دولت و خدمات اجتماعی آن نیز شده‌اند.
این گفتهٔ هاشمی رفسنجانی در سال ۱۳۶۳ رویکرد نظام اقتصادی در ایران را نشان می‌دهد: «نباید سرمایه‌های هنگفت در اختیار بخش خصوصی قرار گیرد که اهرمی علیه دولت (حکومت) داشته باشند.»

## ماهیت ثروت در اقتصاد غارتی
در یک اقتصاد غارتی، «ثروت» نوعی غنیمت محسوب می‌شود. اقتصاد غارتی پیامد ناخواسته اختلال در رابطهٔ بین حقیقت، عدالت و سلامت اقتصادی است. ثروت در یک اقتصاد غارتی با ثروت در یک اقتصاد نرمال تفاوت ماهوی دارد. ثروت در یک اقتصاد سالم، محصول قواعد بازی و ثبات اجتماعی است.

## نقش دولت در اقتصاد غارتی
دولت در یک اقتصاد غارتی به عنوان ابزار و وسیله‌ای برای تصاحب خصوصی منابع توسط عوامل شاکلهٔ دولت یا گروه‌ها و طبقات اجتماعی حاکم در نظر گرفته می‌شود.

## ناامنی در مالکیت
«غارت یا فرهنگ غارتی» یا «اقتصاد غارتی» یا «نهادهای غارتی» به ناامنی در مالکیت نیز مرتبط است. تعرض به دارایی‌ها و دستاوردهای افراد، طیف وسیعی دارد و از خشونت تا دستکاری پول ملّی به‌صورت قانونی را شامل می‌شود.

## قبیله‌گرایی
رسانه‌ها، اخلاقیات و نظام قضایی هم نمی‌توانند کمک چندانی در تغییر فضای قبیلگی-غارتی کنند؛ چراکه خود پاره‌ای از جنگ بین قبایل فکری-فرهنگی هستند.